# José Jorge Parellada
José Jorge Parellada Cardellach (Barcelona, España; 1930) es una atleta español retirado en la actualidad y que estaba especializado en pruebas de salto. Obtuvo sus mayores éxitos en salto: fue dos veces campeón de España de triple salto y una vez de salto de longitud. Destacar que fue internacional con la selección española en cuatro ocasiones con la que participó en los Juegos Universitarios Internacionales, donde obtuvo una medalla de plata en esa disciplina, también participó en los 1955 de 1955.

## Trayectoria
Parellada desarrolló la mayor parte de su trayectoria en las secciones de atletismo del RCD Espanyol y del FC Barcelona, aunque también pasó por otros clubes barceloneses como el CN Barcelona y CA Stadium. Fue campeón de España al aire libre en triple salto en dos ocasiones (1949 y 1955) y subcampeón en otras tres ocasiones. Fue también campeón nacional al aire libre en salto de longitud (1949) y dos veces subcampeón de los 110 metros vallas. En Cataluña fue nueve veces campeón de triple salto, tres veces ganador de los 110 metros vallas, dos veces ganador en salto de altura, en longitud y en relevo 4 × 100 m, así como una vez campeón en decathlon.
Fue internacional en cuatro ocasiones con la selección española. Bicampeón universitario de España en triple salto (1949 y 1950), en 1949 participó en los Juegos Universitarios Internacionales, evento precursor de la Universiada, donde obtuvo una medalla de plata en esa disciplina.
Tras su retirada ha sido empresario en distintos sectores, como el tecnológico y el immobiliario, aunque continuó vinculado al mundo del atletismo durante años, logrando varios récords de España de veteranos en longitud y triple. En 1969, junto a la Delegación Nacional de Deportes y la marca Citizen, impulsó un trofeo para premiar a la mejor promesa atlética española. También entrenó a sus hijos, José Jorge y Adrián Parellada Díaz, que fueron campeones de Cataluña de los 100 metros lisos en 1970-1971 y 1975, respectivamente.

## Historial internacional
| Año  | Evento                                | Lugar             | Disciplina   | Puesto | Marca    |
| ---- | ------------------------------------- | ----------------- | ------------ | ------ | -------- |
| 1949 | Juegos Universitarios Internacionales | Merano, Italia    | Triple salto | 2º     | 13,82 m. |
| 1955 | Juegos Mediterráneos                  | Barcelona, España | Triple salto | 6º     | 13,3 m.  |

## Palmarés

### Internacional
- Juegos Universitarios Internacionales - Triple salto
  -  Plata (1): 1949

### Nacional
- Campeonato de España al aire libre - Triple salto (2): 1949 y 1955.
- Campeonato de España al aire libre - Salto de longitud (1): 1949.

## Mejores marcas
| Prueba                    | Fecha      | Lugar     | Marca    | Marca |
| ------------------------- | ---------- | --------- | -------- | ----- |
| Triple salto (aire libre) | 24/09/1957 | Barcelona | 14,17 m. |       |